# Textile
Textile — простой язык разметки, позволяющий пользователям получать код HTML из своего текста. Разработан Dean Allen. Используется в CMS Textpattern и некоторых других.

## Синтаксис
Textile автоматически преобразует текст в разметку, отслеживая абзацы в тексте. Абзацы, отделяемые пустой строкой, преобразуются в элементы HTML <p>.
Переводы строк автоматически преобразуются в элементы HTML <br />.
В тексте можно непосредственно использовать HTML-разметку, когда возможностей Textile не хватает для необходимого форматирования в документе. Теги HTML не обрабатываются только внутри элементов <pre> и <code>.

### Строковые элементы
| Textile             | HTML                                | Отображение                 |
| ------------------- | ----------------------------------- | --------------------------- |
| _выделение_         | <em>выделение</em>                  | Это выделенный текст        |
| *усиление*          | <strong>усиление</strong>           | Это усиленный текст         |
| __курсив__          | <i>курсив</i>                       | Это курсивный текст         |
| **полужирный**      | <b>полужирный</b>                   | Это полужирный текст        |
| ??цитата??          | <cite>цитата</cite>                 | Это цитата                  |
| -удалённый текст-   | <del>удалённый текст</del>          | Это удалённый текст         |
| +вставленный текст+ | <ins>вставленный текст</ins>        | Это вставленный текст       |
| ^надстрочный^       | <sup>надстрочный</sup>              | Это надстрочный текст       |
| ~подстрочный~       | <sub>подстрочный</sub>              | Это подстрочный текст       |
| %{стиль}фрагмент%   | <span style="стиль">фрагмент</span> | Это фрагмент текста         |
| @код@               | <code>код</code>                    | Это код: function code(str) |

### Блочные элементы
Модификаторы блочных элементов обычно заканчиваются точкой и отделяются от содержимого пробелом.
| Textile | HTML         | Описание                                            |
| ------- | ------------ | --------------------------------------------------- |
| hn.     | <hn>         | Заголовок уровня n                                  |
| p.      | <p>          | Абзац                                               |
| bq.     | <blockquote> | Блочная цитата                                      |
| pre.    | <pre>        | Форматированный код                                 |
| bc.     | <pre><code>  | Программный код (комбинация из двух HTML-элементов) |

### Пунктуация и подстановки
Автоматически исправляются при конвертировании в XHTML следующие сочетания знаков:
| Textile         | HTML                  | Отображение     |
| --------------- | --------------------- | --------------- |
| "кавычки"       | &#8220;кавычки&#8221; | “кавычки”       |
| 'кавычки'       | &#8216;кавычки&#8217; | ‘кавычки’       |
| длинное -- тире | длинное&#8212;тире    | длинное—тире    |
| короткое - тире | короткое &#8211; тире | короткое – тире |
| д'Орсе          | д&#8216;Орсе          | д’Орсе          |
| многоточие...   | многоточие&#8230;     | многоточие…     |
| 2 x 2 = 4       | 2&#215;2 = 4          | 2×2 = 4         |
| (c) Dean Allen  | &#169; Dean Allen     | © Dean Allen    |
| Textile(r)      | Textile&#174;         | Textile®        |
| Textpattern(tm) | Textpattern&#8482;    | Textpattern™    |

### Атрибуты элементов
Атрибуты могут указываться для блочных и строковых элементов. Например, таблице или выделению может быть назначен класс, идентификатор или описан стиль.
Синтаксис
| Атрибут | Описание                   |
| ------- | -------------------------- |
| (класс) | Класс элемента             |
| (#id)   | Идентификатор элемента     |
| {стиль} | Стиль элемента             |
| [язык]  | Язык элемента (сокращение) |

Атрибуты могут использоваться в комбинированной записи, например:
```
(class#id)

```

Атрибуты строковых элементов
| Textile          | HTML                               |
| ---------------- | ---------------------------------- |
| %{color:red}red% | <span style="color:red">red</span> |
| %[fr]rouge%      | <span lang="fr">rouge</span>       |
| _(big)red_       | <em class="big">red</em>           |

Атрибуты блочных элементов
| Textile                    | HTML                                  |
| -------------------------- | ------------------------------------- |
| p(bob). A paragraph        | <p class="bob">A paragraph</p>        |
| p{color:#ddd}. A paragraph | <p style="color:#ddd">A paragraph</p> |
| p[fr]. A paragraph         | <p lang="fr">A paragraph</p>          |

Отступы и выравнивание
| Textile   | Описание                          |
| --------- | --------------------------------- |
| p<.       | Выравнивание влево                |
| p>.       | Выравнивание вправо               |
| p=.       | Выравнивание по центру            |
| p<>.      | Выравнивание по ширине            |
| p(., p((. | Отступ слева на 1em, 2em и т. д.  |
| p)., p)). | Отступ справа на 1em, 2em и т. д. |

Примеры
| Textile           | Описание                                                                 |
| ----------------- | ------------------------------------------------------------------------ |
| h2()>.            | Заголовок 2-го уровня, выравнивание вправо, отступ на 1em с обеих сторон |
| h3=.              | Заголовок 3-го уровня, выравнивание по центру                            |
| !</image.gif!     | Изображение с выравниванием по центру                                    |
| p[no]{color:red}. | Абзац на норвежском языке, цвет: красный.                                |

### Выравнивание
Textile поддерживает четыре типа выравнивания содержимого: влево, вправо, по центру и по ширине.
| Модификатор | Выравнивание |
| ----------- | ------------ |
| >           | вправо       |
| <           | влево        |
| =           | по центру    |
| <>          | по ширине    |

Вертикальное выравнивание устанавливается следующими модификаторами:
| Модификатор | Выравнивание |
| ----------- | ------------ |
| ^           | по верху     |
| ~           | по низу      |

### Таблицы
Таблицы создаются разделением ячеек вертикальной чертой (ячейки заголовков выделяются подчёркиванием):
```
|_. заголовок 1|_. заголовок 2|_. заголовок 3|
|первый|ряд|таблицы|
|второй|ряд|таблицы|

```

Атрибуты могут применяться как к таблице в целом, так и к её элементам (строкам и ячейкам) индивидуально:
| Textile                                     | HTML                                                                          |
| ------------------------------------------- | ----------------------------------------------------------------------------- |
| table{width:100%}=.                         | <table style="width:100%;text-align:center;">                                 |
| {background:#ddd}. \|первый\|ряд\|таблицы\| | <tr style="background:#ddd;"><td>первый</td><td>ряд</td><td>таблицы</td></tr> |
| \|{background:red}. второй\|ряд\|таблицы\|  | <tr><td style="background:red;">второй</td><td>ряд</td><td>таблицы</td></tr>  |

Объединение ячеек производится следующим образом:
| Textile                      | HTML                                                      |
| ---------------------------- | --------------------------------------------------------- |
| \|\2. Две колонки\|таблицы\| | <tr><td colspan="2">Две колонки</td><td>таблицы</td></tr> |
| \|/2. Две строки\|таблицы\|  | <tr><td rowspan="2">Две строки</td><td>таблицы</td></tr>  |

Вертикальное выравнивание
| Textile                        | HTML                                                                                |
| ------------------------------ | ----------------------------------------------------------------------------------- |
| ^. \|четвёртый\|ряд\|таблицы\| | <tr style="vertical-align:top;"><td>четвёртый</td><td>ряд</td><td>таблицы</td></tr> |
| ~. \|пятый\|ряд\|таблицы\|     | <tr style="vertical-align:bottom;"><td>пятый</td><td>ряд</td><td>таблицы</td></tr>  |

### Списки
Textile поддерживает как маркированные, так и нумерованные списки. Списки могут быть вложенными, один тип списка может быть вложен в другой. Уровень вложения списков не ограничен.
| Textile                                                                             | HTML |
| ----------------------------------------------------------------------------------- | --- |
| * Маркированный список                                                              | <ul> <li>Маркированный список</li> </ul> |
| # Нумерованный список                                                               | <ol> <li>Нумерованный список</li> </ol> |
| * Пункт 1 ** Подпункт 1-1 ** Подпункт 1-2 * Пункт 2 ## Подпункт 2-1 ## Подпункт 2-2 | <ul> <li>Пункт 1 <ul> <li>Подпункт 1-1</li> <li>Подпункт 1-2</li> </ul></li> <li>Пункт 2 <ol> <li>Подпункт 2-1</li> <li>Подпункт 2-2</li> </ol></li> </ul> |

### Изображения
Ссылка на изображение окружается восклицательными знаками и может быть дополнена гиперссылкой и альтернативным текстом:
| Textile                                   | HTML                                                                                     |
| ----------------------------------------- | ---------------------------------------------------------------------------------------- |
| !textist.gif!                             | <img src="textist.gif" />                                                                |
| !textist.gif(Textist)!                    | <img src="textist.gif" title="Textist" alt="Textist" />                                  |
| !textist.gif(Textist)!:http://textism.com | <a href="http://textism.com"><img src="textist.gif" title="Textist" alt="Textist" /></a> |

### Сокращения (акронимы)
Акронимы автоматически распознаются при нахождении трёх или более знаков в верхнем регистре и описания в скобках непосредственно за ними (без пробела). Дополнительно текст акронима может заключаться в строковый элемент <span> с определённым классом.
| Textile                     | HTML                                                                            |
| --------------------------- | ------------------------------------------------------------------------------- |
| CSS(Cascading Style Sheets) | <acronym title="Cascading Style Sheets"><span class="caps">CSS</span></acronym> |

### Сноски
Ссылки в тексте на сноски заключаются в квадратные скобки. Для создания сноски, соответствующей ссылке в тексте, необходимо создать абзац, начинающийся с fn<номер_сноски>.:
| Textile                                 | HTML                                                            |
| --------------------------------------- | --------------------------------------------------------------- |
| См. лопата[1].                          | См. лопата<sup><a href="#fn1">1</a></sup>.                      |
| fn1. Лопата — хозяйственный инструмент. | <p id="fn1"><sup>1</sup> Лопата - хозяйственный инструмент.</p> |

### HTML
```
==здесь <b>textile</b> не обрабатывается==

notextile. здесь <b>textile</b> не обрабатывается

```

### Реализации
- Text::Textile, реализация Textile на Perl.
- Live Textile Preview, конвертирование текста на Javascript.
- MT-Textile, реализация Textile на Perl для Movable Type.
- PyTextile, реализация Textile на Python.
- RedCloth, реализация Textile на Ruby.
- vbsTextile, реализация Textile для Microsoft Active Server Pages
- Textile UDF, реализация Textile для ColdFusion.
- Plextile, реализация Textile на Java
- JTextile, реализация Textile на Java
- Textile4j, реализация Textile на Java
- Textile-j (недоступная ссылка), реализация Textile на Java, включающая компоненты для SWT и JFace, а также дополнение к Eclipse
- TextilePHP, PHP-версия Perl-модуля Textile (добавлены некоторые возможности Perl-версии, не входящие в PHP-версию Textile).
- Zend_Markup PHP реализация Textile во фреймворке Zend Framework
- Textile.NET, реализация Textile на C#/.NET
- octalforty Brushie Text, ещё одна реализация Textile на C#/.NET
- Texticl, реализация Textile на Common Lisp

### Руководства
- Справка Textpattern, поиск информации о тегах по ключевым словам.

### Прочее
- Textism, домашняя страница Textile на сайте разработчика.
- Textile Markup with MediaWiki, использование Textile на сайтах MediaWiki.
- Xilize, утилита для генерации документов с разметкой Textile (доступно дополнение для редактора jEdit).
- Форум русскоязычных пользователей CMS Textpattern.
- Txt.io - простой, минималистичный блогосервис, для разметки используется Textile.